# 藤田恭嗣
藤田 恭嗣（ふじた やすし、1973年〈昭和48年〉 - ）は、日本の実業家。株式会社メディアドゥ代表取締役社長、株式会社メディアドゥテック徳島代表取締役社長、株式会社FIBC代表取締役社長、KITO DESIGN HOLDINGS株式会社代表取締役、株式会社黄金の村代表取締役、KITO YUZU株式会社代表取締役。

## 来歴
徳島県木頭村生まれ。徳島県立富岡西高等学校を経て、1994年、名城大学法学部3年時に携帯電話販売業で創業。1996年、大学卒業と同時に有限会社フジテクノ（メディアドゥの前身）を設立。1999年4月携帯電話を販売する店舗展開及びインターネットサービス事業を目的として株式会社メディアドゥを設立し代表取締役社長に就任。 2004年に音楽配信事業を始め、現在は、電子書籍事業を中心に、国内はもとより世界に流通できるコンテンツ流通プラットフォーム事業を展開。2013年に東証マザーズ上場、2016年にパレスサイドビルに移転。東証1部に市場変更。17年業界1位の出版デジタル機構を買収し、1位に躍り出る。2013年に木頭柚子の栽培・加工品販売会社である株式会社黄金の村を設立。2017年に木頭で地方創生を行う持株会社KITO DESIGN HOLDINGS株式会社を設立。
2022年4月、メディアドゥを中心とした徳島県ゆかりの企業が出資するプロバスケットボールチーム運営会社・株式会社がんばろう徳島を設立し、代表取締役に就任。新チーム・徳島ガンバロウズを結成してプロバスケットボールリーグ参入を目指している。